# 桑原幹夫
桑原 幹夫（くわばら みきお、1930年〈昭和5年〉5月12日 - ）は、日本の小説家、詩人、国文学者。

## 経歴
群馬県沼田市生まれ。兄は彫刻家の桑原巨守。群馬県立沼田高等学校を経て、早稲田大学第一文学部国文科を卒業。同大学院日本文学修士課程修了。1967年、『雨舌』で文學界新人賞を受賞。同年、『死の翼の下に』で第58回芥川賞候補となる。作家・野間宏に私淑し、表現主義的手法の作風で幻視・幻想の世界を描いたことに特色がある。その後は帝京大学教授を務めた。

## 著書
詩集
- 『胡蝶と輪廻』動輪詩社 1957。NCID BA89019818

小説
- 『死の翼の下に』ノーベル書房 1970 （文學界新人賞受賞作『雨舌』所収）。全国書誌番号:75012099

文学研究
- 『作家の詩神』桜楓社 1976。全国書誌番号:75018262、NCID BN06894246。